# 아시가라시모군

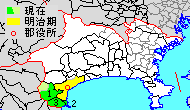
가나가와현 아시가라시모 군의 범위 (1.하코네정 2.마나즈루정 3.유가와라정), (노란색은 메이지 시대의 영역, 초록색은 현재 영역)

아시가라시모군(일본어: 足柄下郡, あしがらしもぐん)은 가나가와현의 서부의 군이다.
인구 38,906명, 면적 140.88km², 인구밀도 276명/km².(2025년 3월 1일, 추계인구)
이하 3정이 구성된다.
- 하코네정(箱根町)
- 마나즈루정(真鶴町)
- 유가와라정(湯河原町)

## 군역
발족 당시의 군역은 위의 3정 외에 아래의 행정 구역에 해당한다.
- 오다와라시(일부)

## 역사
아시가라시모군은 나라 시대의 율령 체제 하에 고대 사가미국의 군의 하나였다. 센고쿠 시대에는 고호조씨의 지배하에 있었고 에도 시대에는 오다와라번의 일부이자 도쿠가와 막부의 직할령이었다. 군의 대부분은 산지로 인구가 적고 후지하코네이즈 국립공원의 일부이다.
메이지 유신 이후 처음에는 단명한 아시가라현의 일부를 이루었고 1878년에 토지 개혁 하에 가나가와현의 군이 되었다. 1889년에 행정상으로 두 개의 정(오다와라정, 하코네정)과 30개의 촌으로 나뉘었다. 1940년 12월 20일에 오다와라는 시로 승격되었다. 2005년에 유가와라정을 오다와라시에 편입시키려는 계획이 2004년 8월 8일의 주민 투표에서 거부되었다.

### 연혁

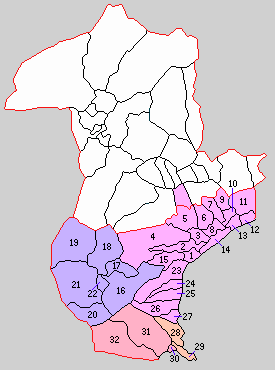
1.오다와라정 2.아시코촌 3.후타가와촌 4.구노촌 5.도미즈촌 6.도요카와촌 7.가미후나카촌 8.시모후나카촌 9.시모소가촌 10.다지마촌 11.시모나카촌 12.마에하촌 13.고즈촌 14.사카와촌 15.오쿠보촌 16.유모토촌 17.온센촌 18.미야기노촌 19.센고쿠하라촌 20.하코네역 21.모토하코네촌 22.아시노유촌 23.하야카와촌 24.이시바시촌 25.고메카미촌 26.네부카와촌 27.에노우라촌 28.이와촌 29.마나즈루촌 30.후쿠우라촌 31.요시하마촌 32.도이촌 (녹색:오다와라시 보라:하코네정 빨강:유가와라정 주황:마나즈루정)

- 1889년(明治22年)4월 1일 - 정촌제 시행으로, 아래 정촌이 발족. 하코네역은 슈쿠에키 이름으로 정제 시행. 센고쿠하라촌을 아시가라카미군에서 편입.(2정 30촌)
  - 오다와라정(小田原町): 현 오다와라시
  - 아시코촌(蘆子村): 현 오다와라시
  - 후타가와촌(二川村): 현 오다와라시
  - 구노촌(久野村): 현 오다와라시
  - 도미즈촌(富水村)현 오다와라시
  - 도요카와촌(豊川村): 현 오다와라시
  - 가미후나카촌(上府中村): 현 오다와라시
  - 시모후나카촌(下府中村): 현 오다와라시
  - 시모소가촌(下曽我村): 현 오다와라시
  - 다지마촌(田島村): 현 오다와라시
  - 시모나카촌(下中村): 현 오다와라시
  - 마에하촌(前羽村): 현 오다와라시
  - 고즈촌(国府津村): 현 오다와라시
  - 사카와촌(酒匂村): 현 오다와라시
  - 오쿠보촌(大窪村): 현 오다와라시
  - 유모토촌(湯本村): 현 하코네정
  - 온센촌(温泉村): 현 하코네정
  - 미야기노촌(宮城野村), 센고쿠하라촌(仙石原村), 하코네역(箱根駅): 현 하코네정
  - 모토하코네촌(元箱根村):현 하코네정
  - 아시노유촌(芦之湯村):현 하코네정
  - 하야카와촌(早川村), 이시바시촌(石橋村), 고메카미촌(米神村), 네부카와촌(根府川村), 에노우라촌(江ノ浦村): 현 오다와라시
  - 이와촌(岩村), 마나즈루촌(真鶴村): 현 마나즈루정
  - 후쿠우라촌(福浦村): 현 유가와라정
  - 요시하마촌(吉浜村): 현 유가와라정
  - 도이촌(土肥村): 현 유가와라정
- 1892년 10월 29일 - 하코네역이 하코네정(箱根町)으로 개칭[1].
- 1908년 4월 1일 - 아시코촌·후타가와촌·구노촌·도미즈촌이 합병하여 아시가라촌(足柄村)이 발족.(2정 27촌)
- 1913년 4월 1일 - 이시바시촌·고메카미촌·네부카와촌·에노우라촌이 합병하여 가타우라촌(片浦村)이 발족.(2정 24촌)
- 1924년 4월 1일 - 고즈촌이 정제 시행으로 고즈정(国府津町)이 됨.(3정 23촌)
- 1926년 7월 1일 - 도이촌이 정제 시행과 개칭으로 유가와라정(湯河原町)이 됨.(4정 22촌)
- 1927년 10월 1일(6정 20촌)
  - 유모토촌이 정제 시행으로 유모토정(湯本町)이 됨.
  - 마나즈루촌이 정제 시행으로 마나즈루정(真鶴町)이 됨.
- 1940년
  - 2월 11일 - 아시가라촌이 정제 시행으로 아시가라정(足柄町)이 됨.(7정 19촌)
  - 4월 1일 - 요시하마촌이 정제 시행으로 요시하마정(吉浜町)이 됨.(8정 18촌)
  - 12월 20일 - 오다와라정·오쿠보촌·하야카와촌·아시가라정과 사카와촌의 일부가 합병하여 오다와라시(小田原市)가 발족, 군에서 이탈.(6정 16촌)
- 1942년 4월 1일 - 사카와촌이 정제 시행으로 사카와정(酒匂町)이 됨.(7정 15촌)
- 1948년 4월 1일(7정 13촌)
  - 시모후나카촌이 오다와라시에 편입[2].
  - 다지마촌이 고즈정에 편입[3].
- 1954년
  - 1월 1일 - 하코네정·모토하코네촌·아시노유촌이 합병하여, 새로이 하코네정(箱根町)이 발족[4].(7정 11촌)
  - 7월 15일 - 도요카와촌이 오다와라시에 편입[5].(7정 10촌)
  - 12월 1일 - 가미후나카촌·시모소가촌·고즈정·사카와정·가타우라촌이 오다와라시에 편입[6].(5정 7촌)
- 1955년 4월 1일(5정 4촌)
  - 시모나카촌·마에하촌이 합병하여 다치바나정(橘町)이 발족[7].
  - 유가와라정·후쿠우라촌·요시하마정이 합병하여, 새로이 유가와라정(湯河原町)이 발족[8].
- 1956년 9월 30일(4정)
  - 유모토정·온센촌·미야기노촌·센고쿠하라촌·하코네정이 합병하여, 새로이 하코네정(箱根町)이 발족[9].
  - 마나즈루정·이와촌이 합병하여, 새로이 마나즈루정(真鶴町)이 발족[10].
- 1971년 4월 1일 - 다치바나정이 오다와라시에 편입[11].(3정)

### 변천 표
| 1889년 이전  | 1889년 4월 1일            | 1889 - 1926                | 1926 – 1944                                                 | 1926 – 1944                       | 1945 - 1954                       | 1945 - 1954                | 1955 - 1989                | 1955 - 1989                      | 1989 - 현재 | 현재       |
| ------------ | ------------------------- | -------------------------- | ----------------------------------------------------------- | --------------------------------- | --------------------------------- | -------------------------- | -------------------------- | -------------------------------- | ----------- | ---------- |
|              | 시모나카촌                | 시모나카촌                 | 시모나카촌                                                  | 시모나카촌                        | 시모나카촌                        | 시모나카촌                 | 1955년 4월 1일 다치바나정  | 1971년 4월 1일 오다와라시에 편입 | 오다와라시  | 오다와라시 |
| 마에하촌     | 마에하촌                  | 마에하촌                   | 마에하촌                                                    | 마에하촌                          | 마에하촌                          |                            | 1955년 4월 1일 다치바나정  | 1971년 4월 1일 오다와라시에 편입 | 오다와라시  | 오다와라시 |
| 시모후나카촌 | 시모후나카촌              | 시모후나카촌               | 시모후나카촌                                                | 1948년 4월 1일 오다와라시에 편입  | 1948년 4월 1일 오다와라시에 편입  | 오다와라시                 | 오다와라시                 |                                  | 오다와라시  | 오다와라시 |
| 가미후나카촌 | 가미후나카촌              | 가미후나카촌               | 가미후나카촌                                                | 1954년 12월 1일 오다와라시에 편입 | 1954년 12월 1일 오다와라시에 편입 | 오다와라시                 | 오다와라시                 |                                  | 오다와라시  | 오다와라시 |
| 시모소가촌   | 시모소가촌                | 시모소가촌                 | 시모소가촌                                                  | 1954년 12월 1일 오다와라시에 편입 | 1954년 12월 1일 오다와라시에 편입 | 오다와라시                 | 오다와라시                 |                                  | 오다와라시  | 오다와라시 |
| 도요카와촌   | 도요카와촌                | 도요카와촌                 | 도요카와촌                                                  | 1954년 7월 15일 오다와라시에 편입 | 1954년 7월 15일 오다와라시에 편입 | 오다와라시                 | 오다와라시                 |                                  | 오다와라시  | 오다와라시 |
| 다지마촌     | 다지마촌                  | 다지마촌                   | 다지마촌                                                    | 1948년 4월 1일 고즈정에 편입      | 1954년 12월 1일 오다와라시에 편입 | 오다와라시                 | 오다와라시                 |                                  | 오다와라시  | 오다와라시 |
| 고즈촌       | 1924년 4월 1일 고즈정     | 고즈정                     | 고즈정                                                      | 고즈정                            | 1954년 12월 1일 오다와라시에 편입 | 오다와라시                 | 오다와라시                 |                                  | 오다와라시  | 오다와라시 |
| 사카와촌     | 사카와촌                  | 사카와촌                   | 1942년 4월 1일 사카와정                                     | 사카와정                          | 1954년 12월 1일 오다와라시에 편입 | 오다와라시                 | 오다와라시                 |                                  | 오다와라시  | 오다와라시 |
| 사카와촌     | 사카와촌                  | 사카와촌                   | 1940년 12월 20일 오다와라시 （아미이스시키, 사노하라 지구） | 오다와라시                        | 오다와라시                        | 오다와라시                 | 오다와라시                 |                                  | 오다와라시  | 오다와라시 |
| 오다와라정   | 오다와라정                | 오다와라정                 | 1940년 12월 20일 오다와라시                                 | 오다와라시                        | 오다와라시                        | 오다와라시                 | 오다와라시                 |                                  | 오다와라시  | 오다와라시 |
| 아시코촌     | 1908년 4월 1일 아시가라촌 | 1940년 2월 11일 아시가라정 | 1940년 12월 20일 오다와라시                                 | 오다와라시                        | 오다와라시                        | 오다와라시                 | 오다와라시                 |                                  | 오다와라시  | 오다와라시 |
| 후타카와촌   | 1908년 4월 1일 아시가라촌 | 1940년 2월 11일 아시가라정 | 1940년 12월 20일 오다와라시                                 | 오다와라시                        | 오다와라시                        | 오다와라시                 | 오다와라시                 |                                  | 오다와라시  | 오다와라시 |
| 구노촌       | 1908년 4월 1일 아시가라촌 | 1940년 2월 11일 아시가라정 | 1940년 12월 20일 오다와라시                                 | 오다와라시                        | 오다와라시                        | 오다와라시                 | 오다와라시                 |                                  | 오다와라시  | 오다와라시 |
| 도미즈촌     | 1908년 4월 1일 아시가라촌 | 1940년 2월 11일 아시가라정 | 1940년 12월 20일 오다와라시                                 | 오다와라시                        | 오다와라시                        | 오다와라시                 | 오다와라시                 |                                  | 오다와라시  | 오다와라시 |
| 오쿠보촌     | 오쿠보촌                  | 오쿠보촌                   | 1940년 12월 20일 오다와라시                                 | 오다와라시                        | 오다와라시                        | 오다와라시                 | 오다와라시                 |                                  | 오다와라시  | 오다와라시 |
| 하야카와촌   | 하야카와촌                | 하야카와촌                 | 1940년 12월 20일 오다와라시                                 | 오다와라시                        | 오다와라시                        | 오다와라시                 | 오다와라시                 |                                  | 오다와라시  | 오다와라시 |
| 이시바시촌   | 1913년 4월 1일 가타우라촌 | 가타우라촌                 | 가타우라촌                                                  | 1954년 12월 1일 오다와라시에 편입 | 1954년 12월 1일 오다와라시에 편입 | 오다와라시                 | 오다와라시                 |                                  | 오다와라시  | 오다와라시 |
| 요네가미촌   | 1913년 4월 1일 가타우라촌 | 가타우라촌                 | 가타우라촌                                                  | 1954년 12월 1일 오다와라시에 편입 | 1954년 12월 1일 오다와라시에 편입 | 오다와라시                 | 오다와라시                 |                                  | 오다와라시  | 오다와라시 |
| 네부카와촌   | 1913년 4월 1일 가타우라촌 | 가타우라촌                 | 가타우라촌                                                  | 1954년 12월 1일 오다와라시에 편입 | 1954년 12월 1일 오다와라시에 편입 | 오다와라시                 | 오다와라시                 |                                  | 오다와라시  | 오다와라시 |
| 에노우라촌   | 1913년 4월 1일 가타우라촌 | 가타우라촌                 | 가타우라촌                                                  | 1954년 12월 1일 오다와라시에 편입 | 1954년 12월 1일 오다와라시에 편입 | 오다와라시                 | 오다와라시                 |                                  | 오다와라시  | 오다와라시 |
| 유모토촌     | 유모토촌                  | 1927년 10월 1일 유모토정   | 1927년 10월 1일 유모토정                                    | 유모토정                          | 유모토정                          | 1956년 9월 30일 하코네정   | 1956년 9월 30일 하코네정   | 하코네정                         | 하코네정    |            |
| 온센촌       | 온센촌                    | 온센촌                     | 온센촌                                                      | 온센촌                            | 온센촌                            | 1956년 9월 30일 하코네정   | 1956년 9월 30일 하코네정   | 하코네정                         | 하코네정    |            |
| 미야기노촌   | 미야기노촌                | 미야기노촌                 | 미야기노촌                                                  | 미야기노촌                        | 미야기노촌                        | 1956년 9월 30일 하코네정   | 1956년 9월 30일 하코네정   | 하코네정                         | 하코네정    |            |
| 센고쿠바라촌 | 센고쿠바라촌              | 센고쿠바라촌               | 센고쿠바라촌                                                | 센고쿠바라촌                      | 센고쿠바라촌                      | 1956년 9월 30일 하코네정   | 1956년 9월 30일 하코네정   | 하코네정                         | 하코네정    |            |
| 하코네정     | 하코네정                  | 하코네정                   | 하코네정                                                    | 1954년 1월 1일 하코네정           | 1954년 1월 1일 하코네정           | 1956년 9월 30일 하코네정   | 1956년 9월 30일 하코네정   | 하코네정                         | 하코네정    |            |
| 모토하코네촌 | 모토하코네촌              | 모토하코네촌               | 모토하코네촌                                                | 1954년 1월 1일 하코네정           | 1954년 1월 1일 하코네정           | 1956년 9월 30일 하코네정   | 1956년 9월 30일 하코네정   | 하코네정                         | 하코네정    |            |
| 아시노유촌   | 아시노유촌                | 아시노유촌                 | 아시노유촌                                                  | 1954년 1월 1일 하코네정           | 1954년 1월 1일 하코네정           | 1956년 9월 30일 하코네정   | 1956년 9월 30일 하코네정   | 하코네정                         | 하코네정    |            |
| 마나즈루촌   | 마나즈루촌                | 1927년 10월 1일 마나즈루정 | 1927년 10월 1일 마나즈루정                                  | 마나즈루정                        | 마나즈루정                        | 1956년 9월 30일 마나즈루정 | 1956년 9월 30일 마나즈루정 | 마나즈루정                       | 마나즈루정  |            |
| 이와촌       | 이와촌                    | 이와촌                     | 이와촌                                                      | 이와촌                            | 이와촌                            | 1956년 9월 30일 마나즈루정 | 1956년 9월 30일 마나즈루정 | 마나즈루정                       | 마나즈루정  |            |
| 도이촌       | 1926년 7월 1일 유가와라정 | 유가와라정                 | 유가와라정                                                  | 유가와라정                        | 유가와라정                        | 1955년 4월 1일 유가와라정  | 1955년 4월 1일 유가와라정  | 유가와라정                       | 유가와라정  |            |
| 요시하마촌   | 요시하마촌                | 1940년 4월 1일 요시하마정  | 1940년 4월 1일 요시하마정                                   | 요시하마정                        | 요시하마정                        | 1955년 4월 1일 유가와라정  | 1955년 4월 1일 유가와라정  | 유가와라정                       | 유가와라정  |            |
| 후쿠우라촌   | 후쿠우라촌                | 후쿠우라촌                 | 후쿠우라촌                                                  | 후쿠우라촌                        | 후쿠우라촌                        | 1955년 4월 1일 유가와라정  | 1955년 4월 1일 유가와라정  | 유가와라정                       | 유가와라정  |            |